# Varsád
Varsád is een plaats (község) en gemeente in het Hongaarse comitaat Tolna. Varsád telt 439 inwoners (2001).